# Враги (рассказ)
«Враги» — рассказ Антона Павловича Чехова. Написан в 1887 году, впервые опубликован в 1887 году в газете «Новое время» № 3913 от 20 января с подписью Ан. Чехов.

## Публикации
Рассказ А. П. Чехова «Враги» написан в 1887 году, впервые опубликован в 1887 году в газете «Новое время» № 3913 от 20 января с подписью Ан. Чехов, в этом же году печатался в сборнике «В сумерках». Вошел в издание А. Ф. Маркса.
Рассказ написан по впечатлениям от Второго съезда русских врачей памяти Н. И. Пирогова, который проходил в Москве с 4 по 11 января 1887 года, в котором писатель принимал участие.
При жизни Чехова рассказ переводился на английский, болгарский, немецкий, сербскохорватский и японский языки.

## Сюжет
Осенним вечером у 44-летнего земского доктора Кирилова скончался от дифтерии его единственный шестилетний сын Андрей.
В то время, как его больная жена сидела у постели сына, раздался звонок и вошел Абогин — у него «опасно заболела жена». Абогин рассказал, что припадок с женой случился, когда к ним приехал Александр Семенович Папчинский.
Абогин умоляет доктора приехать к нему и оказать жене помощь. Доктор долго отказывается, ссылается на то, что у него только что умер сын и он сейчас никуда не годен. Но в конце концов соглашается. Когда доктор приехал в дом Абогина, то больной там не оказалось. Абогин тут же догадался в чём дело. Его жена симулировала болезнь, чтобы сбежать со своим возлюбленным.
Врач считает себя оскорбленным, он возмущается и даже не берёт за визит деньги. Доктор ненавидит Абогина, его жену и Папчинского. Выказанная по отношению к нему «несправедливость», «недостойная человеческого сердца», останется с ним до конца жизни.

## Критика
Современная критика отмечала актуальность темы, поднятой в рассказе. К. К. Арсеньев писал: «В „Врагах“ необычайное стечение обстоятельств — у одного из действующих лиц умирает единственный сын, другого в то же самое время бросает жена — не вполне заслоняет собою контраст между двумя противоположными натурами, между представителями двух общественных групп, скрытая неприязнь которых всегда готова вспыхнуть и вырваться наружу». Критик Г. П. Задёра отмечал: «В рассказе „Враги“ изображен конфликт между врачом и пациентом. Тема эта весьма жгучая, имеющая серьезное общественное значение. Публика то и дело жалуется на формализм врачей и отсутствие у них гуманности, врачи обвиняют публику в эксплуататорских поползновениях на их труд, свободу и т. д.».
Ф. Е. Пактовский причислял рассказ «Враги» к произведениям, в которых автор раскрывает «среду, условия и лиц, сделавших героя бессильным и хмурым». Критик был не согласен с негативными отзывами в адрес писателя: «Чехову ставят в упрёк то обстоятельство, что выбор тем у него носит характер случайности: то описывает он льва в клетке, то убийство ребёнка, то случайную ссору двух незнакомых людей („Враги“) ‹...› но за каждым рассказом стоит одна и та же тема, одно стройное и цельное миросозерцание: писателю нужны самые разнообразные столкновения с жизнью людей на разных ступенях общественной жизни ‹...› чем больше столкновений с самой жизнью, — тем цельнее пред нами эта жизнь с её деятелями».
Неодобрительные отзывы получила художественная сторона рассказа. В сборнике «В сумерках» писалось о неудачной композиции «Врагов»: рассказ охарактеризован как «натянутый и деланный». В то же время многие современники относили этот рассказ к числу лучших произведений Чехова. И. А. Бунин считал «Врагов» одним из совершенных произведений Чехова.
С точки зрения А. А. Александрова, Чехов, «выводя пред нами „плебея“ (доктора Кирилова) и „аристократа“ (Абогина) ‹...›, сам, с истинно художественным тактом, не склоняется на сторону ни того, ни другого: он стоит выше их и судит их судом художника». Финал рассказа, по мнению критика, «ясно показывает, во-первых, что автор ничем не подкупный судья, чистый, не тенденциозный художник, и доказывает, во-вторых, что он не только умеет правдиво и гуманно относиться к душе и сердцу человека, но даже возмущается и грустит, видя и в других „несправедливое, недостойное человеческого сердца убеждение“ и отношение человека к человеку».
В. А. Гольцев указывал на поэтичность рассказа: «Как художник, Чехов может опоэтизировать горе, самую смерть. ‹...› Эта поэтизация горя может, конечно, вести к крайне вредным результатам, стать весьма прискорбною односторонностью; но Чехов свободен от такой односторонности».
Д. С. Мережковский в своей рецензии в журнале «Северный вестник», опубликованной в 1888 году, обратил внимание на описания природы, умение Чеховым «изображать природу такими тонкими и вместе с тем резко определёнными, индивидуальными чертами, что описание воспроизводит все неуловимые музыкальные оттенки впечатления ‹...›».
В статье «„Враги“: Антирассказ» сборника «Читая Чехова» авторы раскрывают многослойное прочтение рассказа.

## Экранизация
- 1960 — Враги (СССР), режиссёр Юрий Егоров.
- 1969 — Враги / Enemigos (ТВ) (Испания).
- 1984 — Из жизни земского врача (ТВ) (СССР), режиссёр Лев Цуцульковский (телеспектакль по рассказам «Случай из практики», «Враги», «Неприятность», «Беглец»).